# Amerykańska opowieść
Amerykańska opowieść – amerykański film animowany w reżyserii Dona Blutha z 1986 roku.

## Fabuła
Dzieje się to pod koniec XIX wieku. Fievel jest żydowskim mysim dzieckiem z Rosji. Razem z rodziną wyrusza do Ameryki, o której krąży opinia, że nie ma tam kotów, a na ulicach leży ser. Uczestniczą w tym też myszy z Włoch i Irlandii wierzące w to samo. Wszystkich emigrantów łączą tragiczne doświadczenia z Europy. W czasie podróży statkiem Fievel zostaje zmyty z pokładu i trafia do portu w Nowym Jorku. Rodzina myśli, że zginął. Próbuje ich odnaleźć. Wizja idealnego świata w Ameryce okazuje się czystą fikcją (koty są, a ser nie jest łatwiej dostępny niż w Europie). Los nie sprzyja Fievelowi: gdy myślał, że słyszy skrzypce ojca, okazało się, że to gramofon; liczy, że pomogą mu inne myszy, te jednak nie zamierzają tego robić. Nieumyślnie wpada w zasadzki, z których cudem wychodzi cało. Prawie rozdeptuje go koń, wpada pod pojazd szynowy etc. Często wymija swoją rodzinę w niewielkiej odległości. Nie zauważają się, bo każdy patrzy w niewłaściwą stronę.

## Obsada głosowa
- Phillip Glasser – Fievel Mousekewitz
- Amy Green – Tanya Mousekewitz
- Nehemiah Persoff – Papa Mousekewitz
- Erica Yohn – Mama Mousekewitz
- Christopher Plummer – Henri
- John Finnegan – Warren T. Rat
- Will Ryan – Digit
- Hal Smith – Moe
- Pat Musick – Tony Toponi
- Dom DeLuise – Tygrys
- Cathianne Blore – Bridget

## Wersja polska

### Wersja telewizyjna
Opracowanie: Telewizyjne Studia Dźwięku

Reżyseria: Barbara Sołtysik

Dialogi: Grażyna Dyksińska-Rogalska

Dźwięk: Jerzy Rogowiec

Montaż: Elżbieta Joel

Kierownik produkcji: Janina Ostała

Teksty piosenek: Andrzej Brzeski

Opracowanie muzyczne: Eugeniusz Majchrzak

Wystąpili:
- Katarzyna Tatarak – Fievel
- Arkadiusz Jakubik – Tate
- Katarzyna Łaniewska – Mame
- Marian Opania – Tygrys
- Mirosława Krajewska – Gussie
- Włodzimierz Press – Warren
- Jacek Bończyk – Digit
- Elżbieta Futera-Jędrzejewska – Tony
- Dominika Ostałowska – Bridget
- Andrzej Blumenfeld – Uczciwy John
- Beata Jankowska – Tanya
- Jacek Jarosz – Henry
- Dorota Chotecka
- Monika Wierzbicka
- Jarosław Boberek
- Ryszard Olesiński
- Mirosław Zbrojewicz

Śpiewali: Beata Jankowska, Katarzyna Tatarak, Marian Opania, Arkadiusz Jakubik, Jacek Jarosz, Anna Apostolakis, Olga Bończyk, Katarzyna Żak, Monika Wierzbicka, Jarosław Boberek, Paweł Cippert, Dariusz Odija, Piotr Plebańczyk
Lektor: Maciej Gudowski

### Wersja na DVD
Opracowanie: Start International Polska

Reżyseria: Paweł Galia

Wystąpili:
- Magdalena Krylik – Fievel
- Brygida Turowska – Tony
- Beata Jankowska-Tzimas – Bridget
- Joanna Węgrzynowska – Nelly
- Zbigniew Suszyński – Reed
- Grzegorz Pawlak – Papa
- Mirosława Krajewska – Mama
- Anna Sztejner – Tanya
- Jakub Szydłowski – Tygrys
- Katarzyna Łaska –  Cholena